# Nornikowiec
Nornikowiec, darnik (Neodon) – rodzaj ssaków z podrodziny karczowników (Arvicolinae) w obrębie rodziny chomikowatych (Cricetidae).

## Rozmieszczenie geograficzne
Rodzaj obejmuje gatunki występujące w Azji.

## Morfologia
Długość ciała (bez ogona) 80–150 mm, długość ogona 22–70 mm, długość ucha 10–19 mm, długość tylnej stopy 15–24 mm; masa ciała 23–81 g.

## Systematyka
Rodzaj zdefiniował w 1851 roku amerykański przyrodnik Thomas Horsfield w publikacji własnego autorstwa katalogu ssaków poświęconej spisowi katalogowemu zbioru ssaków z kolekcji Muzeum Kompanii Wschodnioindyjskiej. Gatunkiem typowym jest (oznaczenie monotypowe) nornikowiec górski (N. sikimensis).

### Etymologia
- Neodon: gr. νεος neos ‘nowy’; οδους odous, οδοντος odontos ‘ząb’[11].
- Bicunedens: łac. bi ‘dwa’; cuneus „klin”; dens, dentis ‘ząb’[12]. Gatunek typowy (oznaczenie monotypowe): Bicunedens perfuscus Hodgson, 1863 (= Neodon sikimensis Horsfield, 1851).
- Phaiomys: gr. φαιος phaios ‘szary, ciemny’; μυς mus, μυος muos ‘mysz’[13]. Gatunek typowy (oznaczenie monotypowe): Phaiomys leucurus Blyth, 1863.

### Podział systematyczny
Do rodzaju należą następujące występujące współcześnie gatunki:
| Podrodza | Grafika | Gatunek                 | Autor i rok opisu | Nazwa zwyczajowa      | Podgatunki         | Rozmieszczenie geograficzne | Podstawowe wymiary                                 | Status IUCN |
| -------- | ------- | ----------------------- | --- | --------------------- | ------------------ | --- | -------------------------------------------------- | ----------- |
| Neodon   |         | Neodon liaoruii         | Liu Shaoying, Zhou Chengran, Meng Guanliang & Liu Shanlin, 2022                                                                                   |                       | gatunek monotypowy | endemit Chińskiej Republiki Ludowej: Himalaje (Namcze Barwa) | DC: około 11,7 cm DO: około 5,9 cm MC: brak danych | NE          |
| Neodon   |         | Neodon shergylaensis    | Liu Shaoying, Zhou Chengran, R.W. Murphy & Liu Shanlin, 2022                                                                                      |                       | gatunek monotypowy | endemit Chińskiej Republiki Ludowej (znany tylko z terenów na północ od rzeki Brahmaputra)                                                                               | DC: około 11,6 cm DO: około 4,3 cm MC: brak danych | NE          |
| Neodon   |         | Neodon namchabarwaensis | Liu Shaoying, Zhou Chengran, R.W. Murphy & Liu Shanlin, 2022                                                                                      |                       | gatunek monotypowy | endemit Chińskiej Republiki Ludowej: znany z południowej części rzeki Brahmaputra, na północ od gór Namcze Barwa                                                         | DC: około 11,5 cm DO: około 4,6 cm MC: brak danych | NE          |
| Neodon   |         | Neodon sikimensis       | Horsfield, 1851 | nornikowiec górski    | gatunek monotypowy | rozłącznie we wschodnich Himalajach od środkowego i wschodniego Nepalu przez północno-wschodnie Indie do Bhutanu i południowo-wschodniego Tybetu                         | DC: 9,7–12,1 cm DO: 3–5,2 cm MC: 27–49 g           | LC          |
| Neodon   |         | Neodon nepalensis       | P. Pradhan, A.N. Sharma, Sherchan, Chhetri, Shrestha & Kilpatrick, 2019                                                                           |                       | gatunek monotypowy | endemit Nepalu: na zachód od rzeki Trisuli | DC: 9,8–11,1 cm DO: 3,3–3,6 cm MC: 20–37 g         | NE          |
| Neodon   |         | Neodon lhozhagensis     | Wang Siyuan, Li Yixian, Li Quan, Song Wenyu, Wang Hongjiao, He Shuiwang, Otieno Onditi, Khanal, Li Xueyou, Chen Zhongzheng, & Jiang Xuelong, 2024 |                       | gatunek monotypowy | endemit Chińskiej Republiki Ludowej: znany tylko z powiatu Lhozhag w południowym Tybetańskim Regionie Autonomicznym; zakres wysokości: 2800–4600 m n.p.m.                | DC: 11–13 cm DO: 5–6,5 cm MC: brak danych          | NE          |
| Phaiomys |         | Neodon kulakangria      | Wang Xuming & Liu Shaoying, 2025 |                       | gatunek monotypowy | endemit Chińskiej Republiki Ludowej: znany z dwóch stanowisk w Lhozhag, Tybetański Region Autonomiczny; zakres wysokości: 3100–3300 m n.p.m.                             | DC: 11–12 cm DO: 5,2–6,1 cm MC: około 45 g         | NE          |
| Phaiomys |         | Neodon nyalamensis      | Liu Shaoying, Jin Wei, Liu Yang, R.W. Murphy, Lu Bin, Hao Haibang, Liao Rui, Sun Zhiyu, Tang Mingkun, Chen Weicai & Fu Jianrong, 2016             |                       | gatunek monotypowy | endemit Chińskiej Republiki Ludowej: Tybet (las wtórny w powiecie Nyalam)                                                                                                | DC: 9,8–11,5 cm DO: 3,8–5 cm MC: 26–36 g           | NE          |
| Phaiomys |         | Neodon konggordous      | Wang Xuming & Liu Shaoying, 2025 |                       | gatunek monotypowy | endemit Chińskiej Republiki Ludowej: znany jedynie z zachodnicej części gór Konggordo, Tybetański Region Autonomiczny; zakres wysokości: 2810–4350 m n.p.m.              | DC: 11,5–12,1 cm DO: 4,1–5,1 cm MC: około 43 g     | NE          |
| Phaiomys |         | Neodon chayuensis       | Liu Shaoying, Zhou Chengran, Liu Yang, Tang Mingkun & Liu Shanlin, 2022                                                                           |                       | gatunek monotypowy | endemit Chińskiej Republiki Ludowej: znany tylko z narodowego rezerwatu przyrody Cibagou, w powiecie Chayu, na południowy wschód od Tybetańskiego Regionu Autonomicznego | DC: około 10,7 cm DO: około 4,8 cm MC: brak danych | NE          |
| Phaiomys |         | Neodon bomiensis        | Liu Shaoying, Zhou Chengran, Meng Guanliang & Liu Shanlin, 2022                                                                                   |                       | gatunek monotypowy | endemit Chińskiej Republiki Ludowej: znany tylko z miejsca typowego w powiecie Bomi, na południowy wschód od Tybetańskiego Regionu Autonomicznego                        | DC: około 11,2 cm DO: 5,3–5,6 cm MC: brak danych   | NE          |
| Phaiomys |         | Neodon clarkei          | (Hinton, 1923) | nornik wysokogórski   | gatunek monotypowy | południowo-środkowa Chińska Republika Ludowa (wschodni Tybet oraz zachodni i południowy Junnan), północno-wschodnia Mjanma i północny Wietnam                            | DC: 10,5–13,4 cm DO: 6–7 cm MC: 32–47 g            | LC          |
| Phaiomys |         | Neodon bershulaensis    | Liu Shaoying, Zhou Chengran, Liu Yang & Liu Shanlin, 2022                                                                                         |                       | gatunek monotypowy | endemit Chińskiej Republiki Ludowej: znany tylko z miejsca typowego we wsi Ridong, w powiecie Chayu, na południowy wschód od Tybetańskiego Regionu Autonomicznego        | DC: około 10,7 cm DO: okoo 5,1 cm MC: brak danych  | NE          |
| Phaiomys |         | Neodon medogensis       | Liu Shaoying, Jin Wei, Liu Yang, R.W. Murphy, Lu Bin, Hao Haibang, Liao Rui, Sun Zhiyu, Tang Mingkun, Chen Weicai & Fu Jianrong, 2016             |                       | gatunek monotypowy | endemit Chińskiej Republiki Ludowej: Tybet (znany tylko z 2 miejsc w powiecie Mêdog)                                                                                     | DC: 8,9–11 cm DO: 4,3–5,5 cm MC: 26–41 g           | NE          |
| Phaiomys |         | Neodon irene            | (O. Thomas, 1911) | nornikowiec chiński   | gatunek monotypowy | endemit Chińskiej Republiki Ludowej: wysokie góry w Qinghai, południowym Gansu, północno-wschodnim Tybecie, zachodnim Syczuanie i północno-zachodnim Junnanie            | DC: 8–10,8 cm DO: 2,2–4 cm MC: 23–38 g             | LC          |
| Phaiomys |         | Neodon forresti         | Hinton, 1923 | nornikowiec junnański | gatunek monotypowy | skaliste łąki wysokogórskie w północnej Mjanmie i południowo-środkowej Chińskiej Republice Ludowej (północno-zachodni Junnan)                                            | DC: 10–13,4 cm DO: 3,6–4,3 cm MC: 24–36 g          | DD          |
| Phaiomys |         | Neodon linzhiensis      | Liu Shaoying, Sun Zhiyu, Liu Yang, Wang Hao, Guo Peng & R.W. Murphy, 2012                                                                         | nornikowiec skryty    | gatunek monotypowy | endemit Chińskiej Republiki Ludowej: południowo-wschodni Tybet (znany tylko z 5 miejsc)                                                                                  | DC: 9,2–11,5 cm DO: 2,4–3,9 cm MC: 26–48 g         | DD          |
| Phaiomys |         | Neodon fuscus           | (Büchner, 1889) | chinornik górski      | gatunek monotypowy | endemit Chińskiej Republiki Ludowej: wilgotne łąki w południowym Qinghai                                                                                                 | DC: 9,5–15 cm DO: 2,2–4,2 cm MC: 30–81 g           | LC          |
| Phaiomys |         | Neodon minor            | Wang Xuming & Liu Shaoying, 2025 |                       | gatunek monotypowy | endemit Chińskiej Republiki Ludowej: góry Qionglai, Syczuan; zakres wysokości: 3400–4300 m n.p.m.                                                                        | DC: 8,5–10 cm DO: 3,3–4,2 cm MC: około 28 g        | NE          |
| Phaiomys |         | Neodon leucurus         | (E. Blyth, 1863) | darnik górski         | gatunek monotypowy | Wyżyna Tybetańska w zachodniej Chińskiej Republice Ludowej, północno-zachodnich Indiach i północnym Nepalu                                                               | DC: 9,8–12,8 cm DO: 2,6–3,5 cm MC: 27–49 g         | LC          |

Kategorie IUCN:  LC  – gatunek najmniejszej troski,  DD  – gatunki o nieokreślonym stopniu zagrożenia;  NE  – gatunki niepoddane jeszcze ocenie.
Opisano również gatunek z plejstocenu Tadżykistanu:
- Neodon lakhutensis (Zazhigin, 1988)